# Agrostis antarctica
Agrostis antarctica é uma espécie de gramínea do gênero Agrostis, pertencente à família Poaceae.